# Les vieux espions vous saluent bien
Pour plus de détails, voir Fiche technique et Distribution.
Les vieux espions vous saluent bien (Kundschafter des Friedens) est un long métrage allemand écrit et réalisé par Robert Thalheim et sorti en 2017. Le scénario du film, où Henry Hübchen tient le rôle principal, est écrit sur une idée originale de Stefan Kobe, Matthias Miegel, Robert Thalheim et Andreas Banz.	
Le titre allemand du film, Kundschafter des Friedens, est une allusion au nom officiel des agents étrangers de la RDA.

## Synopsis
L'ancien agent étranger de la RDA Jochen Falk est un retraité et est recruté par le BND car dans l'une des deux ex-républiques (fictives) soviétiques du Katschékistan, qui aurait dû célébrer leur réunification, le président désigné Kazan et l'agent du BND Frank Kern sont kidnappés. Notamment pour des raisons personnelles - c'est Kern qui l'a démasqué il y a 30 ans - Falk est d'accord, mais seulement à condition qu'il puisse réactiver son ancienne équipe : avec l'amateur Jaecki, l'organisateur Locke et le plus jeune agent Roméo Cependant, Harry rejoint également l'agent BND Paula en tant que tuteur. Arrivés au Katschékistan, les agents âgés doivent découvrir que les temps ont radicalement changé et qu'ils sont désormais dépendants de toutes leurs compétences. Enfin, la question de savoir si Paula est la fille de Kern ou de Falk (épreuve de force sur le pont de Glienicke) doit être clarifiée.

## Fiche technique
- Titre original : Kundschafter des Friedens
- Titre français : Les vieux espions vous saluent bien
- Réalisation : Robert Thalheim
- Scénario : Robert Thalheim, Oliver Ziegenbalg
- Photographie : Henner Besuch
- Montage : Stefan Kobe
- Musique : Uwe Bossenz, Anton Feist
- Pays d'origine : Allemagne
- Langue originale : allemand
- Format : couleur
- Genre : Comédie et espionnage
- Durée : 93 minutes
- Dates de sortie : 
  - Allemagne : 26 janvier 2017

## Distribution
- Henry Hübchen : Falk
- Antje Traue : Paula
- Michael Gwisdek : Jaecki
- Thomas Thieme : Locke
- Winfried Glatzeder : Harry
- Jürgen Prochnow : Kern
- Florian Panzner : Schell
- Jörg Malchow : Hansen
- Wladimir Tarasjanz : Dymov
- Husam Chadat : Kasan
- Vladimir Korneev : Kanat
- Yevgeni Sitokhin : Hotelmanager (comme Javgenji Sitochin)
- Jeanette Spassova : Anna Wasilowitsch
- Walter Kreye : Lothar Anschütz
- Ruth Reinecke : Außenministerin
- Michael A. Grimm : Herr von Gütersloh
- Jurij Schrader : General Karpov
- Hans Martin Stier : Müller

## Production et tournage
La mélodie du titre de la série télévisée RDA Das unsichtbare Visier composée par Walter Kubiczeck, a été intégrée à la musique du film.
Le film a été présenté le 17 janvier 2017 à Berlin au Kino International suivie de la sortie officielle en salles le 26 janvier 2017. 